# Jutta Niehaus
Jutta Niehaus, née le 1er octobre 1964 à Bocholt, est une coureuse cycliste allemande. Elle a participé aux Jeux olympiques de 1988 et 1992. Aux Jeux de 1988, elle a obtenu la médaille d'argent de la course en ligne, derrière la Néerlandaise Monique Knol. En 1992, elle a pris la 44e place.

## Palmarès
- 1986
  - 3e étape du Tour de Norvège
- 1987
  - 4e étape du Tour de France féminin[1]
  - 2e du championnat d'Allemagne sur route
- 1988
  -  Médaillée d'argent de la course en ligne des Jeux olympiques
  - 2e du championnat d'Allemagne sur route
- 1989
  - Championne d'Allemagne de poursuite
  - Championne d'Allemagne de course aux points
  - Prologue du Tour de France féminin[2]
  - 2e du championnat d'Allemagne sur route
- 1990
  - 2e et 3e étapes du Tour de Norvège
  - 2e du championnat d'Allemagne sur route